# Marcus Fraser (Fußballspieler)
Marcus Ebenezer Fraser (* 23. Juni 1994 in Bishopbriggs) ist ein schottischer Fußballspieler, der beim FC St. Mirren spielt.

## Karriere

### Verein
Marcus Fraser wurde 1994 in Bishopbriggs einem Vorort der größten Stadt Schottlands Glasgow geboren. Im Alter von acht Jahren begann er seine Karriere bei Celtic Glasgow. Noch während seiner Zeit in der Youth Academy unterschrieb er im Sommer 2010 den ersten Profivertrag bei den Bhoys. Ein Jahr später debütierte Fraser für die Profimannschaft in einem Testspiel gegen Athletic Bilbao. Das Debüt in einem Pflichtspiel folgte im November desselben Jahres in der Europa League gegen Stade Rennes, in dem er neben Daniel Majstorović verteidigte. Zum ersten Einsatz in Schottland kam der Defensivspieler im Februar 2013 im Ligaspiel gegen Inverness Caledonian Thistle, das mit 3:1 für Celtic endete. Von September bis Dezember 2014 wurde Fraser an den schottischen Zweitligisten FC Cowdenbeath verliehen. Im Januar 2015 unterschrieb er einen Vertrag bei Ross County. Nach fünf Jahren wechselte er zum FC St. Mirren.

### Nationalmannschaft
Marcus Fraser kam nach seinem Debüt für die schottischen Junioren der U-16-Altersklasse im Jahr 2009 auch in den folgenden Auswahlteams zu Einsätzen. Im November 2012 spielte Fraser eine Partie in Schottlands U-21 gegen Portugal, nachdem er für Kieran Duffie eingewechselt worden war.

## Erfolge
mit Celtic Glasgow:
- Scottish Premier League (1): 2013

mit Ross County:
- Schottischer Ligapokalsieger: 2016